# Lepidotes
Lepidotes is een geslacht van uitgestorven straalvinnige beenvissen die leefden in het Jura.

## Naamgeving en taxonomie
Het geslacht werd benoemd door Louis Agassiz in 1832. In de protoloog benoemde hij drie soorten (L. gigas, L. frondosus en L. ornatus), zonder een typesoort aan te wijzen. Een jaar later nam Agassiz het geslacht op in zijn standaardwerk Recherches sur les poissons fossiles, waarbij hij de naam veranderde in Lepidotus. Volgens de prioriteitsregel van de ICZN is echter de eerst gepubliceerde naam de geldige. De naam Lepidotus was bovendien niet beschikbaar omdat Jordán de Asso in 1801 al een vissengeslacht onder die naam had gepubliceerd. In 1833 benoemde Agassiz al veertien soorten, en in 1836 kwam hij in hetzelfde werk, na een eerste revisie en het toevoegen van nieuw materiaal, uit op een totaal van eenentwintig.
In 2012 publiceerde Adriana López-Arbarello een revisie van het geslacht. Daarin merkte ze op dat het geslacht lange tijd had gefungeerd als vergaarbak voor soorten die moeilijk in een ander geslacht te plaatsen waren. Aan de hand van een analyse van synapomorfieën, deelde ze de soorten opnieuw in, waarbij ze het aantal soorten in het geslacht Lepidotes terugbracht tot vier. Omdat van de eerste drie gepubliceerde soorten alleen Lepidotes gigas overbleef, werd dit automatisch de typesoort. Verder plaatste ze het geslacht in de orde Lepisosteiformes; voorheen werd het in de orde Semionotiformes onderbracht.

## Kenmerken
Deze straalvinnige vis wordt gekenmerkt door een breed lichaam met zwaar geëmailleerde schubben, met aan de bovenzijde een ver naar achteren geplaatste rugvin en aan de onderzijde drie parige buikvinnen. De krachtige tanden waren in staat om hard voedsel te vergruizen.
Lepidotes had, in vergelijking met zijn voorouders uit het Paleozoïcum, een nieuw kaaktype. Bij vroegere vissen waren bovenkaaksbeenderen en de jukbeenderen met elkaar vergroeid maar bij Lepidotes waren ze los van elkaar en waren de bovenkaaksbeenderen korter. Hierdoor kon de bek op zodanige wijze geopend worden dat er aan de binnenzijde onderdruk ontstond, en prooidieren van een kleine afstand naar binnen konden worden gezogen. Primitievere vissen moesten de prooien met een hap water van dichtbij verzwelgen.